# Мёртвые (фильм, 1987)
«Мёртвые» (англ. The Dead) — кинофильм. Экранизация одноимённой повести из сборника «Дублинцы», автор которого — Джеймс Джойс. Мировая премьера фильма состоялась 17 декабря 1987 года.

## Сюжет
В фильме не спеша и спокойно описывается ссора между мужем и женой семьи Конрой, которая произошла в праздничный рождественский вечер. Как и обычно, в этот раз Рождество семья Конрой праздновала у двух пожилых сестёр-музыкантов вместе с их племянницей в забытой Богом Ирландии в окружении семьи и друзей. В течение всего фильма, авторы пытаются показать и объяснить разницу между жизнью и существованием.

## В ролях
- Анжелика Хьюстон — Гретта Конрой
- Донал МакКанн — Габриэль Конрой
- Дан О'Херлихи — Мистер Браун
- Донал Доннелли — Фредди Малинс
- Мэри Кин — Миссис Малинс
- Хелена Кэрролл — Тётя Кейт
- Кэтлин Делейни — Тётя Джулия
- Ингрид Крейджи — Мэри Джэйн

## Награды и номинации
Фильм номинировался на две премии Оскар, помимо этого выиграл достаточно много международных киноконкурсов.
| Год  | Результат | Награда или фестиваль                   | Категория                         | Примечание |
| ---- | --------- | --------------------------------------- | --------------------------------- | ---------- |
| 1987 | Победа    | Tokyo International Film Festival       | Лучший иностранный фильм          |            |
| 1988 | Номинация | Оскар                                   | Лучший дизайн костюмов            |            |
| 1988 | Номинация | Оскар                                   | Лучший адаптированный сценарий    |            |
| 1988 | Победа    | Independent Spirit Awards               | Лучшая режиссёрская работа        |            |
| 1988 | Победа    | Independent Spirit Awards               | Лучшая женская роль второго плана |            |
| 1988 | Номинация | Independent Spirit Awards               | Лучший оператор                   |            |
| 1988 | Номинация | Independent Spirit Awards               | Лучший сценарий                   |            |
| 1988 | Победа    | National Society of Film Critics Awards | Лучший фильм                      |            |
| 1989 | Победа    | Bodil Awards                            | Лучший не европейский фильм       |            |
| 1989 | Победа    | Fotogramas de Plata                     | Лучший иностранный фильм          |            |
| 1989 | Победа    | French Syndicate of Cinema Critics      | Лучший иностранный фильм          |            |
| 1989 | Победа    | London Critics Circle Film Awards       | Режиссёр года                     |            |